# Jean Cariou
Jacques Cariou, född 23 september 1870 i Peumerit, död 7 oktober 1951 i Boulogne-Billancourt, var en fransk ryttare.
Cariou blev olympisk mästare i hoppning vid sommarspelen 1912 i Stockholm.